# Chaerophyllum aureum
Cerfeuil doré
Pour les articles homonymes, voir Cerfeuil (homonymie).
Espèce
Chaerophyllum aureum, le Cerfeuil doré, est une espèce de plantes à fleurs de la famille des Apiacées. C'est une plante herbacée vivace trouvée en Europe centrale et du Sud, en Crimée, en Turquie jusqu'en Iran.

## Description
La plante mesure entre 50 et 130 cm de haut. Sa tige est généralement tachetée de rouge-brun foncé.